# Криза
Кри́за (грец. κρίσις — рішення; поворотний пункт) — розлад, занепад, загострення (політичних, економічних, соціальних) суперечностей, а також переломний момент хвороби, коли стан хворого поліпшується чи погіршується.

## Економічна криза
Виділяють такі види економічних криз: стратегічна, прибутковості, освіти, надефективності та ліквідності. Причиною стратегічної кризи є неефективне планування та прогнозування, неефективний апарат управління, відсутність чи недостатність системи контролінгу, ігнорування типових систем захисту. Стратегічна криза спричинює кризу прибутковості. Збитки відволікають власний капітал, і це призводить до незадовільної структури балансу. Після затяжної кризи прибутковості виникає криза ліквідності, тобто підприємство є неплатоспроможним чи існує реальна загроза втрати платоспроможності. Основними причинами кризи ліквідності є незадовільна структура капіталу, зниження кредитоспроможності підприємства, високий рівень кредитної заборгованості підприємства, незадовільна робота з дебіторами.
Характеризується такими показниками:
- Падіння обсягів виробництва
- Падіння фондових індексів
- Ріст безробіття і масові звільнення
- Падіння обсягу споживання індивідуальними господарствами

## Політична криза
Політична криза — це ситуація в державі, яка склалася через неможливість узгоджених дій між політичними силами, наслідком чого є припинення всіх законотворчих процесів і ослаблення державного контролю.

## Інші кризи
- Біржова криза — масовий розпродаж акцій та облігацій на фондовій біржі, спричинений різким падінням курсу цінних паперів.
- Валютна криза — різкі коливання валютних курсів, девальвація та ревальвація валют тощо.
- Грошово-кредитна криза — порушення грошового обігу внаслідок інфляційних процесів у країні.
- Екологічна криза — ситуація, що виникає в екологічних системах внаслідок порушення рівноваги під впливом стихійних природних явищ або внаслідок впливу антропогенних чинників.
- Фінансова криза — глибокий розлад фінансової системи держави.